# Gibril F. Haddad
Scheich Gibril Fouad Haddad (geb. 1960 in Beirut, Libanon) ist ein sunnitischer Gelehrter und Sufi der Naqschbandi-Tradition (tariqa), Übersetzer klassischer islamischer Texte und religiöser Führer mit libanesisch-amerikanischem Hintergrund. Er gilt als eine der klarsten Stimmen des traditionellen Islams im Westen. 
Haddad wurde in eine katholische Familie geboren und erhielt später seine Ausbildung im Vereinigten Königreich und in den Vereinigten Staaten. Während seiner Studentenzeit an der Columbia University in New York City konvertierte er zum Islam. Wichtige Lehrer waren Mawlānā Scheich Nazim al-Haqqani (1922–2014) ein zyprischer Sufi-Lehrer der Naqschbandi-Tradition, und Shaykh Hisham Kabbani, der Mitbegründer und Vorsitzende  des Islamic Supreme Council of America.
Er reiste nach Damaskus, um dort seine Studien fortzusetzen. Haddad hat mehr als 30 Werke übersetzt und veröffentlicht, darunter Allahs Namen und Eigenschaften von Imam al-Bayhaqi und Des Propheten Nachtreise und Himmelfahrt von Scheich Muhammad ibn 'Alawi al Maliki.
Er war einer der islamischen Lehrer bei SunniPath (sunnipath.com), heute: Qibla (qibla.com), einer islamischen Online-Akademie, und ist es nun bei Living Islam (livingislam.org).
2009 wurde er auf der Liste der 500 most influential Muslims des Prinz-al-Walid-bin-Talal-Zentrums für muslimisch-christliche Verständigung der Georgetown University und des Royal Islamic Strategic Studies Centre von Jordanien gelistet.
Zurzeit (Stand 7/2014) hält er sich mit seiner Familie im Sultanat Brunei Darussalam auf und ist visiting fellow am Sultan Omar Ali Saifuddin Center for Islamic Studies der Universität von Brunei Darussalam.

## Veröffentlichungen (Auswahl)
- Texte von Shaykh Gibril F. Haddad (abc.se)